# Phèdre (film, 1968)
Phèdre est un film français réalisé par Pierre Jourdan et sorti en 1968.

## Synopsis
Adaptation de la tragédie de Jean Racine représentée pour la première fois en 1677.

## Fiche technique
- Titre : Phèdre
- Réalisation : Pierre Jourdan
- Photographie : Michel Kelber
- Musique : François Couperin
- Décors : Léon Barsacq
- Costumes : Marcel Escoffier
- Montage : Geneviève Winding
- Pays d'origine :  France
- Production : Les Films du Valois - Galba Films - ORTF
- Durée : 92 minutes
- Date de sortie : 16 octobre 1968

## Distribution
- Marie Bell : Phèdre
- Jacques Dacqmine : Thésée
- Claude Giraud : Hippolyte
- Jean Chevrier : Théramène
- Tania Torrens : Aricie
- Mary Marquet : Œnone
- Claudia Morin : Ismène
- Jean-Noël Sissia : Panope